# Niskasaari (ö i Kajanaland, Kehys-Kainuu, lat 64,33, long 29,08)
Niskasaari är en ö i Finland. Den ligger i sjön Kuivajärvi och i kommunen Kuhmo i den ekonomiska regionen  Kehys-Kainuu  och landskapet Kajanaland, i den centrala delen av landet, 500 km norr om huvudstaden Helsingfors. Öns area är 2,5 hektar och dess största längd är 310 meter i sydöst-nordvästlig riktning.